# Bonne Nouvelle (Métro Paris)

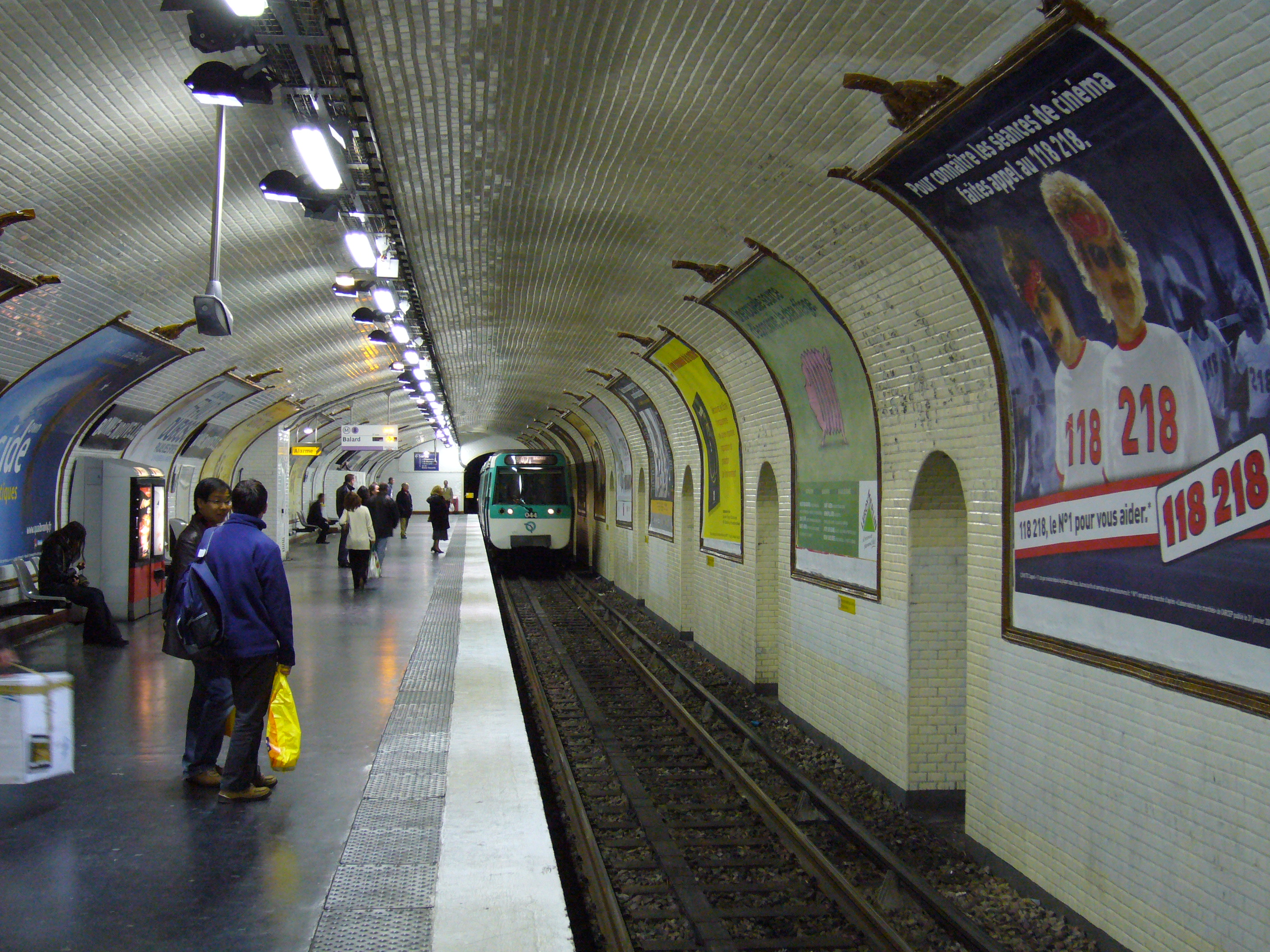
Bahnsteig der Linie 8 Richtung Balard mit einfahrendem Zug der Baureihe MF 77, 2008

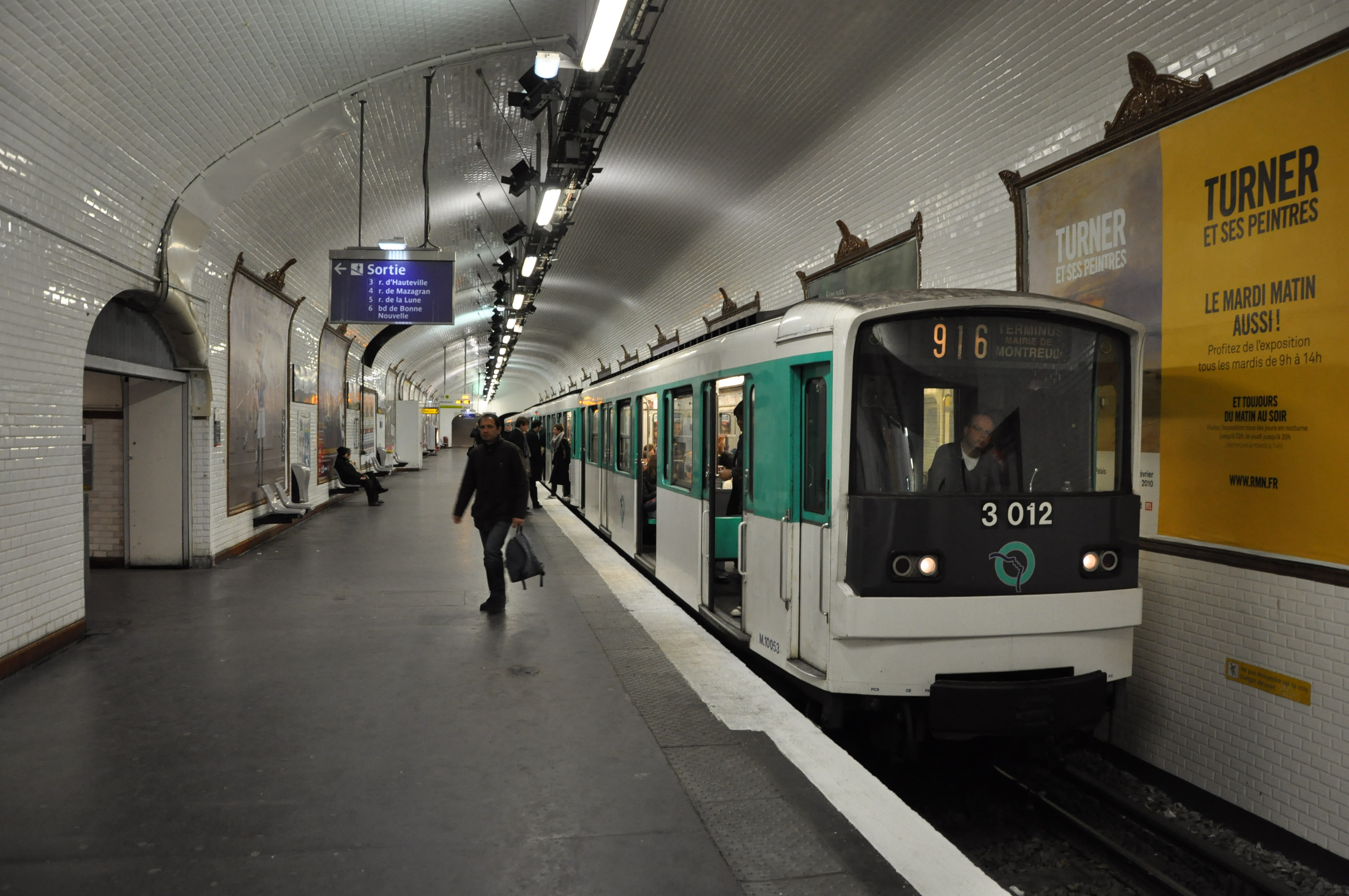
Bahnsteig der Linie 9 Richtung Mairie de Montreuil, Zug der Baureihe MF 67, 2010

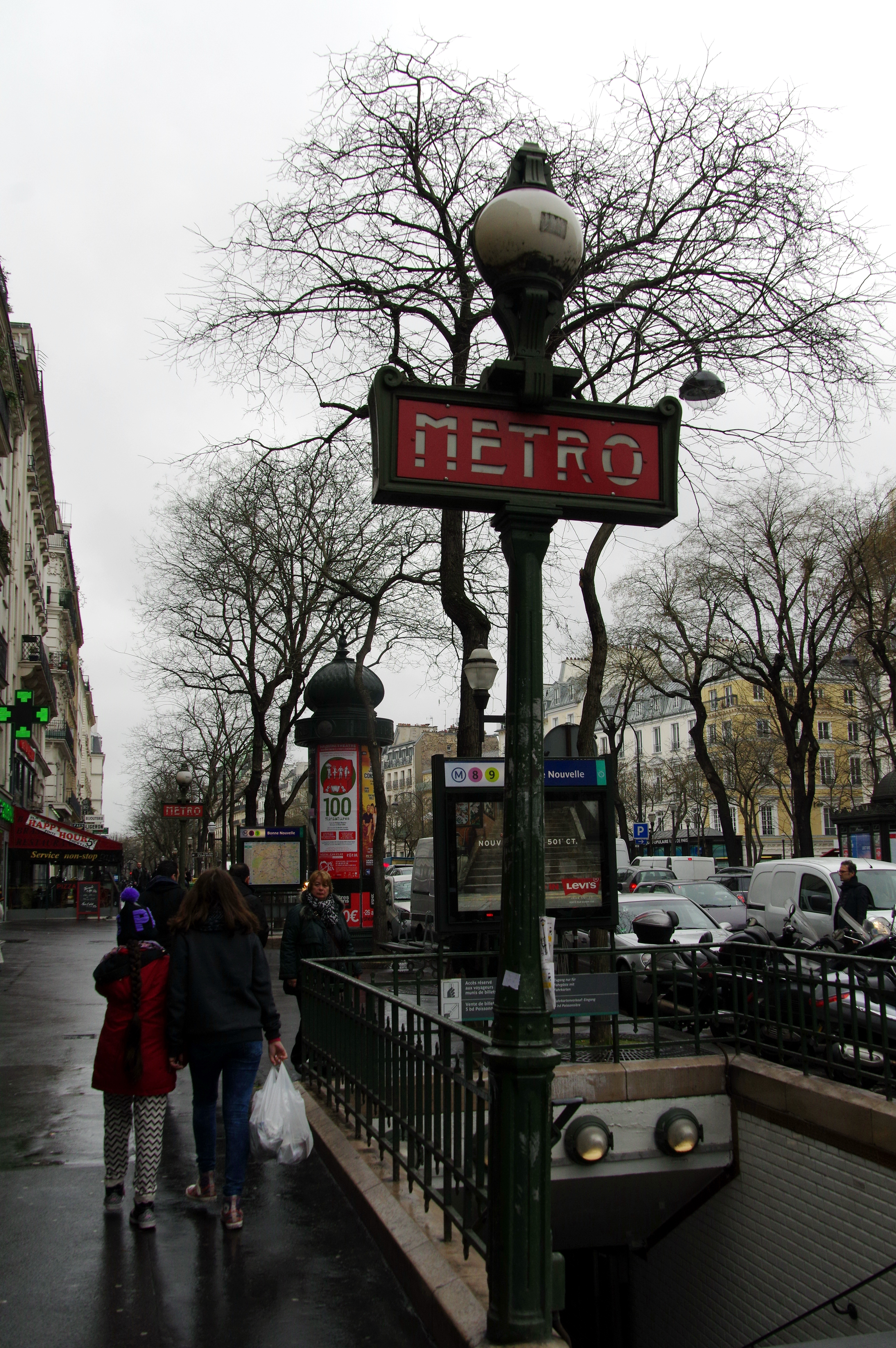
Zugänge mit Art-déco-Kandelabern

Bonne Nouvelle [bɔn nuvɛl] ist eine unterirdische Doppelstation der Pariser Métro. Sie wird von den Linien 8 und 9 bedient.

## Lage
Der U-Bahnhof befindet sich an der Grenze des 2., 9. und 10. Arrondissements von Paris. Er liegt längs unter dem Boulevard de Bonne Nouvelle, zwischen der Rue du Sentier und der Rue de Mazagran.

## Name
Benannt ist der U-Bahnhof nach der Kirche Notre-Dame-de-Bonne-Nouvelle in der nahen Rue de la Lune. Das zwischen 1823 und 1830 errichtete Gebäude ist bereits der dritte Sakralbau an dieser Stelle.

## Geschichte
Die Station der Linie 8 wurde am 5. Mai 1931, rechtzeitig einen Tag vor der Eröffnung der Pariser Kolonialausstellung, in Betrieb genommen. An jenem Tag wurde die Linie von Richelieu – Drouot um ca. 8000 m bis Porte de Charenton verlängert.
Züge der Linie 9 verkehrten dort erstmals am 10. Dezember 1933 im Zuge der Verlängerung der Linie von Richelieu – Drouot bis Porte de Montreuil.

## Beschreibung
Die Stationen der Linien 8 und 9 liegen in einer Flucht übereinander, wobei die Linie 8 die obere Ebene nutzt. Sie haben jeweils Seitenbahnsteige an zwei Streckengleisen, massive – an einigen Stellen durchbrochene – Stützwände zwischen den Gleisen lassen den Eindruck von vier eingleisigen Stationen entstehen. Decken und Wände sind weiß gefliest, die Decken sind asymmetrisch gewölbt. Beide Stationen wurden von vornherein mit einer Länge von 105 m errichtet.
Anlässlich der Hundert-Jahr-Feier der Métro erhielt der U-Bahnhof Dekorationen zum Thema Film. Dem bekannten Schriftzug Hollywood oberhalb Los Angeles entsprechend tragen die Stationsschilder seitdem eine wellenförmige Schrift.
Vom Straßenraum aus existieren sechs Zugänge, die teilweise durch von Adolphe Dervaux im Stil des Art déco entworfene Kandelaber markiert sind.

## Fahrzeuge
Zunächst verkehrten auf der Linie 8 Sieben-Wagen-Züge der Bauart Sprague-Thomson. Von 1975 an kamen MF-67-Züge auf die Linie 8, die ab 1980 durch die Baureihe MF 77 ersetzt wurden. Da nicht alle Stationen der Linie 8 entsprechend verlängert wurden, sind dort heute nur noch Fünf-Wagen-Züge im Einsatz.
Auf der Linie 9 verkehrten jahrzehntelang ebenfalls Sprague-Thomson-Züge, die dort ihr letztes Einsatzgebiet hatten. 1983 kam die Baureihe MF 67 auf die Strecke. Seit Oktober 2013 kam zunehmend die Baureihe MF 01 zum Einsatz, am 14. Dezember 2016 verkehrte der letzte MF-67-Zug auf der Linie 9.

## Umgebung
In der Nähe befinden sich das Théâtre du Gymnase Marie Bell und das Conservatoire national supérieur d’art dramatique.